# Edykt o wygnaniu misjonarzy (usunięciu chrześcijaństwa)
Edykt o wygnaniu misjonarzy (usunięciu chrześcijaństwa) (jap. 伴天連追放之文 Bateren tsuihō no bun; „Edykt o wygnaniu misjonarzy/chrześcijaństwa”) – japoński akt prawny z 1614 roku, zakazujący wyznawania chrześcijaństwa w całym kraju.
To jeden z najbardziej znaczących historycznych japońskich aktów prawnych, uznawany często za najważniejszy wśród wielu anty-chrześcijańskich ustaw i oznaczający oficjalny zakaz tej religii. Tekst edyktu został napisany na polecenie emerytowanego sioguna Ieyasu Tokugawy w 1613 roku przez buddyjskiego mnicha zen, Sūdena Ishina (1569–1633), który odpowiadał za sprawy religijne i zagraniczne. Tekst został podpisany przez urzędującego sioguna Hidetadę Tokugawa (1579–1632). Edykt głosił m.in.:

„1I wtedy ta załoga chrześcijan przybyła do Japonii. Nie zadowalali się oni wysyłaniem swoich statków handlowych i sprowadzaniem towarów, chcieli też rozpowszechniać heretycką doktrynę, zniszczyć prawowierną religię i w ten sposób obalić i przejąć władzę w naszym kraju. To jest zapowiedź wielkich problemów. Dlatego konieczne jest ich zniszczenie."

Edykt nie precyzuje, jakie konkretne działania należy podjąć w celu wyeliminowania chrześcijaństwa w Japonii. Jest on raczej deklaracją narodowej jedności i wierności tradycji kulturowej i religijnej (wobec buddyzmu i shintō). Nie odnosi się też prawie wcale do doktryny chrześcijańskiej, traktuje ją głównie jako zagrożenie polityczne. Podkreśla jednak, że koncepcja chrześcijańskiego Boga jest sprzeczna z tradycyjnymi religiami Japonii: 

„2Nie wolno szukać boskości gdzie indziej; ludzie mają w sobie boskość; każdy doskonale to wyraża. Innymi słowy, ludzie są ciałem boskości."

Ponadto edykt stwierdza wyraźnie:

„3Wyrzućmy ich szybko, żeby nie zajmowali ani kawałka Japonii. Będziemy karać tych, którzy nadal będą łamać rozkazy."

Edykt oznaczał koniec Kościoła katolickiego w Japonii i początek trwającego, aż do 1873 zakazu chrześcijaństwa w tym kraju.